# Wii Fit U
 (mars 2020).
Si vous disposez d'ouvrages ou d'articles de référence ou si vous connaissez des sites web de qualité traitant du thème abordé ici, merci de compléter l'article en donnant les références utiles à sa vérifiabilité et en les liant à la section « Notes et références ».
Wii Fit U est un jeu d'exercice par Nintendo pour la nouvelle console Wii U et est le successeur des jeux Wii Fit et Wii Fit Plus. Wii Fit U utilise la Wii Balance Board et la Manette de jeu Wii U dans le gameplay. Il sera livré avec le Fit Meter, un capteur d’activité nouvellement commercialisé. 

## Système du jeu
Comme ses prédécesseurs, Wii Fit et Wii Fit Plus, Wii Fit U met l'accent sur la participation du joueur à des activités physiques, y compris le yoga et l'entraînement de force, grâce à l'utilisation de la Wii Balance Board, un périphérique sur lequel le joueur se place et qui permet de mesurer son poids et son centre d'équilibre. Wii Fit U présente des activités qui intègrent la manette de jeu Wii U. Les propriétaires de Wii Fit (Plus) peuvent transférer leurs sauvegardes dans Wii Fit U.
Wii Fit U est conçu pour être joué avec ou sans la manette Wii U, qui contient un écran ; le joueur peut choisir d'afficher toutes les actions entièrement sur l'écran tactile Wii U GamePad. Toutes les copies du Wii Fit U sont fournis avec un podomètre, appelé le Fit Meter, qui comptabilise les pas du joueur durant la journée. Lorsque le compteur est placé près du capteur infrarouge du Wii U GamePad, ses données sont automatiquement téléchargées et enregistrées dans la console.

## Nouveautés
Bien sûr, il y a des nouveautés par rapport à Wii fit et Wii Fit Plus. Premièrement, l’ile Wuhu dans laquelle se déroule la plupart des activités a été graphiquement retouché, et offre la possibilité de jouer la nuit. L’île wuhu s’adapte maintenant aux saisons. Une section Danse a été rajouté, qui contient par exemple la Salsa, le Hip-hop, Flamenco et bien plus.

## Développement
Wii Fit U a été annoncé à l'E3 2012.